# Вечная жизнь Смерти
«Вечная жизнь Смерти» (死神永生) — третья часть трилогии китайского писателя-фантаста Лю Цысиня «Воспоминания о прошлом Земли», изданная в 2010 году.

## Сюжет
Первые годы Эры Кризиса. Юнь Тянмин не очень беспокоится о грядущем вторжении, так как у него диагностирована последняя стадия рака и жить ему осталось недолго. Получив значительную сумму денег за свой старый патент, он тратит их на то, чтобы подарить права собственности на звезду DX3906 своей студенческой любви Чэнь Син. (ООН в тяжёлые годы так пыталась заниматься фандрайзингом, что Тяньмин оказался одним из немногих оригиналов, потративших на далёкую звезду реальные деньги.)
Чэнь Син тем временем занята в проекте «Лестница» — попытке послать представителя человеческой расы навстречу флоту Трисоляриса путём использования ядерных взрывов для ускорения. После нескольких ограничений полезной массы груза коллектив понимает, что сможет отправить только мозг, в надежде на то, что биотехнологии трисоляриан окажутся достаточно продвинутыми, чтобы вырастить новое тело из ДНК. Тяньмин оказывается в числе кандидатов в попаданцы — при этом отказывается принести присягу Земле. Ему удаётся дожить до завершения всех инженерных изысканий, и его извлечённый из тела мозг (в комплекте с семенами земных растений — чтобы не умер с голоду, о чём вспомнили в последний момент) отправляется в космос. Лишь после этого Чэнь Син узнаёт о том, что звезду ей подарил именно он.
После ошибки со взрывом одной из бомб капсула с мозгом Тяньмина сбивается с курса и теряется в космосе. Чэнь Син ложится в гибернацию, чтобы наследники имели возможность получить информацию о проекте из первых рук. Будят её уже после всех событий прошлого романа.
Оказывается, что у «её» звезды имеются пригодные для обитания планеты, которые обнаружила астроном Ай Эйэй. Девушкам удаётся выгодно продать планеты (оставив за собой саму звезду) правительству, на вырученные деньги они создают конгломерат «Гало». Чэнь Син (и мы вместе с ней) понемногу знакомится с миром эпохи Устрашения. Трисоляриане под воздействием земной культуры сбросили тираническую власть, всё человеческое стало у них очень модным. Считается, что по прибытии обе расы смогут успешно сосуществовать, поделив Солнечную систему. На Земле в качестве посла появляется напрямую управляемый софонами андроид Томоко. Помимо Первого флота, фигурировавшего в двух прошлых книгах, появляется Второй, двигающийся гораздо быстрее.
Параллельно развивается линия мигрантов в дальний космос. Экипажу «Бронзового века», спасшемуся в прошлой книге от нападения Капли, обещают почетный приём. Но вернувшись, беглецы немедленно попадает под трибунал за убийство товарищей с другого корабля. Капитану удаётся тайком передать «Голубому космосу» послание с просьбой не возвращаться. В погоню за этими беглецами отправляется самый современный корабль Земли — «Гравитация» в компании пары трисолярианских Капель.
На Земле проводят выборы Держателя Меча, человека, который должен быть готов в любой момент передать в космос координаты Трисоляриса. Считается, что Ло Цзи, отвечавший за это с конца прошлой книги, стал слишком стар. Чэнь Син в них участвует и побеждает. Томас Уэйд, её начальник, отвечавший в Эру Кризиса за проект «Лестница», гениальный социопат, тоже перешедший в будущее, пытается её убить. Он считает, что она не справится с такой ответственностью, и оттого приглашает её на заброшенный склад от имени Ай Эйэй и пытается застрелить. Естественно, полиция быстро раскрывает столь гениальную задумку, Уэйда арестовывают и сажают в тюрьму.
Экипаж «Гравитации», приближающейся к «Голубому космосу», начинает видеть странные вещи. Кому-то кажется, что куски корабля исчезают в пустоту, у других появляются ощущения пространственного экстаза, перемежающиеся с приступами клаустрофобии, третьи словно бы замечают на корабле членов экипажа «Голубого космоса». Помимо всего прочего, прямо внутрь корабля будто бы начинают время от времени попадать микрометеориты. Экипаж, однако, боится двенадцати корабельных психиатров и не исследует эти явления всерьёз, считая их галлюцинациями. Корабли достигают облака Оорта, «Гравитация» готовится к абордажу, и тут Капли внезапно идут в атаку.
Ло Цзи передаёт Чэнь Син пульт от гравитационных передатчиков, готовых в любой момент передать в космос координаты Трисоляриса. Через 15 минут инопланетяне снова начинают подготовку к вторжению: они совершенно корректно заключили, что характер Чэнь Син слишком мягок и что она не способна обеспечить приемлемый уровень устрашения. Гравитационные передатчики разрушают, правительствам Земли предъявляют ультиматум: согнать всех людей в Австралию, уничтожить все технологии. Томоко говорит, что «Синий космос» и «Гравитация» уничтожены, так что никакой надежды нет. Формируются «Силы обороны планеты», подконтрольные Трисолярису и не лишённые технологий. Чэнь Син и Ай Эйэй живут у племенного вождя австралийских аборигенов Фрейса. Они страдают чуть меньше, чем миллиарды беженцев. Когда перемещение населения заканчивается, Томоко объявляет, что трисолярианские хозяева не оставят землянам промышленности, включая пищевую, поэтому им, по плану Трисоляриса, останется лишь прибегнуть к каннибализму. Флоты вторжения уже готовы войти в Солнечную систему, как вдруг поворачивают в другую сторону: некто разгласил координаты Трисоляриса.
Капли, идущие в атаку на «Синий космос» и «Гравитацию», внезапно промахиваются и, кажется, теряют свои свойства сверхтвёрдости. Экипажи кораблей наконец встречаются лицом к лицу. Люди с «Синего космоса» объясняют, что странные «галлюцинации» на «Гравитации» на самом деле являются симптомами непроизвольных входов в четырёхмерное пространство, и что они уже освоили использование этого пространства, легко пробравшись на разведку внутрь «Гравитации» и разрушив Капли изнутри. Корабли находят большой фрагмент четырёхмерного пространства, а в нём — некий кольцеобразный объект, явно созданный руками разумных существ. Кольцо утверждает, что является гробницей вымершей разумной расы, и что «лужа» четырёхмерного пространства «высыхает» из-за действий других цивилизаций. Вскоре люди действительно видят, как фрагмент распадается, а «гробница» превращается в чистую энергию. Затем до них доходят новости о том, что происходит на Земле. Экипажи кораблей большинством голосов решают отомстить за родину, после чего используют последний оставшийся гравитационный передатчик — находящийся на борту «Гравитации» — и отправляются в неизвестность.
Люди, вошедшие в эру Космической Передачи, разгребают последствия катастроф краткой эры пост-Устрашения. Силы обороны планеты казнят в полном составе. Астрономы видят, как звезда Трисоляриса взрывается. Томоко перед тем, как покинуть планету, заверяет землян в том, что способ защититься от ударов «тёмного леса» существует — а также даёт Чэнь Син возможность пообщаться с Юнь Тянмином, мозг которого всё-таки был подобран трисолярианским флотом и возвращён в воссозданное тело. Несмотря на то, что разговор должен быть строго личным и никоим образом не должен записываться, Тяньмину удаётся передать на Землю большое количество информации, рассказав Чэнь Син три взаимосвязанных сказки. Истории оказываются сотканными из многослойных метафор, и хотя для трисоляриан они были лишь детскими сказками (успешными), землянам удаётся разгадать большинство загадок. Учёные приходят к выводу, что единственный способ летать со скоростью света — это двигатель, искривляющий пространство, а также, что та самая возможность спасения от «тёмного леса» — это упрятать Солнечную систему в «чёрный домен», подобие чёрной дыры, область с искусственно сниженной скоростью света, и что он по понятным причинам навсегда заблокирует людям возможность путешествовать дальше орбиты Плутона.
Так как эскапизм по-прежнему находится под запретом, а проект чёрного домена признан слишком сложным, человечество, чтобы избежать удара «тёмного леса», начинает строить космические города в тенях газовых гигантов — эти области не должны пострадать при взрыве Солнца. Чэнь Син вновь встречается с Уэйдом, тот убеждает её передать ему управление над концерном «Гало», утверждая, что только у него хватит жёсткости, чтобы довести до конца разработки нужные человечеству технологии. Девушка неохотно соглашается, однако, обязывает своего бывшего начальника разбудить её, если исследования поставят под угрозу жизни людей.
Чэнь Син будят примерно через 80 лет. Большинство людей успешно переселилось в навевающие воспоминания о Гандамах космические колонии. Уэйд и компания успешно ведут исследования, и они таки поставили под угрозу жизни людей: правительство, узнав о нелегальных экспериментах, берёт колонию «Гало» в осаду. Уэйд собирается уничтожить осаждающих снарядами из антивещества. Чэнь Син запрещает ему это делать и сдаёт исследовательскую колонию правительству. Уэйда казнят. Чэнь Син, немного погуляв вместе с Ай Эйэй по заросшей и полузаброшенной Земле, снова ложится в спячку, на этот раз попросив разбудить себя после атаки «тёмного леса».
Ещё через несколько десятилетий её будят, чтобы сообщить «весёлые» новости: вместо обычного фотоида атака приняла форму похожего на салфетку снаряда, который медленно переводит Солнечную систему в два измерения. Поскольку корабли, летающие со скоростью света, так и не были созданы, никто из живущих здесь людей не сможет сбежать и выжить. Чэнь Син и Ай Эйэй направляются на Плутон, где живёт хранитель музея человеческой цивилизации: почти двухсотлетний Ло Цзи. Он помогает девушкам загрузить на их корабль ряд ценных артефактов, и рассказывает, что он на самом деле является единственным завершённым светолётом. Ло Цзи отправляет их к DX3096, после чего говорит, что ему за такой срок надоело жить и умирает вместе со всеми.
На Голубой планете у DX3096 Чэнь Син и Ай Эйэй встречают Гуань Юйфэна, астронома с «Гравитации», от чьего лица мы ранее наблюдали историю двух сбежавших кораблей. Он свидетельствует, что люди с них выжили и успешно заселили четыре планеты, одна из которых решила уйти в «чёрный домен». Также Гуань Юйфэн рассказывает о войнах между разумными цивилизациями, в которых оружием служит изменение физических законов, в частности замедление скорости света и снижение числа размерностей, что приводит к деградации вселенной. Перед тем, как отправиться на новое место, Юйфэн берёт Чэнь Син на борт своего челнока и они летят посмотреть на следы пребывания инопланетного корабля на соседней планете. На обратной дороге приходит сообщение от Ай Эйэй, гласящее, что на Голубую планету прибыл Юнь Тянмин. Когда Чэнь Син и Юйфэн уже выходят на орбиту планеты, один из следов внезапно рвётся, формируя вокруг планеты мощнейший чёрный домен. 13 дней на орбите оборачиваются 18-ю миллионами лет на поверхности планеты.
Герои обнаруживают выцарапанное на тектонических плитах послание от Тяньмина и Эйэй, говорящее, как войти в карманное измерение. Измерение оказывается идиллической мини-фермой, засеянной пшеницей — той самой, семена которой Чэнь Син положила в капсулу с мозгом Тяньмина. На ферме обнаруживается Томоко, которая говорит, что примерно через 10 лет по времени этого измерения, расширение вселенной сменится сжатием, а затем случится новый Большой взрыв, и искажённые из-за галактической войны законы физики наконец-то будут сброшены, Чэнь Син и Юйфэн смогут выйти из своей мини-вселенной обратно в большой мир. Через два года спокойное существование, однако, прерывается сообщением из большой Вселенной. Некая раса или конгломерат рас, называющая себя Возвратниками, сообщает всем укрывшимся в карманных измерениях, что масса большой Вселенной из-за них слишком сильно упала, и что вместо Большого взрыва теперь может произойти Большой Разрыв, который навсегда покончит с существованием жизни в Космосе. Среди многочисленных языков сообщения обнаруживаются земной и трисолярианский — это свидетельствует о том, что обе расы оставили значительный след в истории галактики. Чэнь Син и Юйфэн решают быть ответственными, и возвращаются в большую Вселенную вместе со всей массой своего карманного измерения, оставив в нём лишь аквариум с золотой рыбкой: в случае неудачи это должно помочь зародиться жизни в новой Вселенной.

## Награды
| Awards                                                    |             |
| --------------------------------------------------------- | ----------- |
| Премия «Хьюго» за лучший роман 2017                       | Финалист    |
| Премия «Локус» за лучший научно-фантастический роман 2017 | Победитель  |
| Dragon Awards за лучший научно-фантастический роман 2017  | номинирован |